# 19 Arietis
19 Arietis, som är stjärnans Flamsteed-beteckning, är en ensam stjärna belägen i den mellersta delen av stjärnbilden Väduren. Den har en genomsnittlig skenbar magnitud på ca 5,70 och är svagt synlig för blotta ögat där ljusföroreningar ej förekommer. Baserat på parallaxmätning inom Hipparcosuppdraget på ca 6,8 mas, beräknas den befinna sig på ett avstånd på ca 480 ljusår (ca 147 parsek) från solen. Den rör sig bort från solen med en heliocentrisk radialhastighet av ca 21 km/s. På det beräknade avståndet minskar stjärnans skenbara magnitud med 0,21 enheter genom en skymningsfaktor orsakad av interstellärt stoft.

## Egenskaper
19 Arietis är en röd jättestjärna av spektralklass M0 III. Den har en radie, som med en uppmätt vinkeldiameter, efter korrigering för randfördunkling, av 2,44 ± 0,03 mas, är ca 39 solradier och utsänder ca 316 gånger mera energi än solen från dess fotosfär vid en effektiv temperatur av ca 3 700 K.
19 Arietis är en halvregelbunden variabel, som varierar mellan visuell magnitud +5,68 och 5,76. Den varierar med en amplitud på 0,14 magnituder med perioder på 32 och 275 dygn.